# Eleições em Aldeia de Santa Margarida

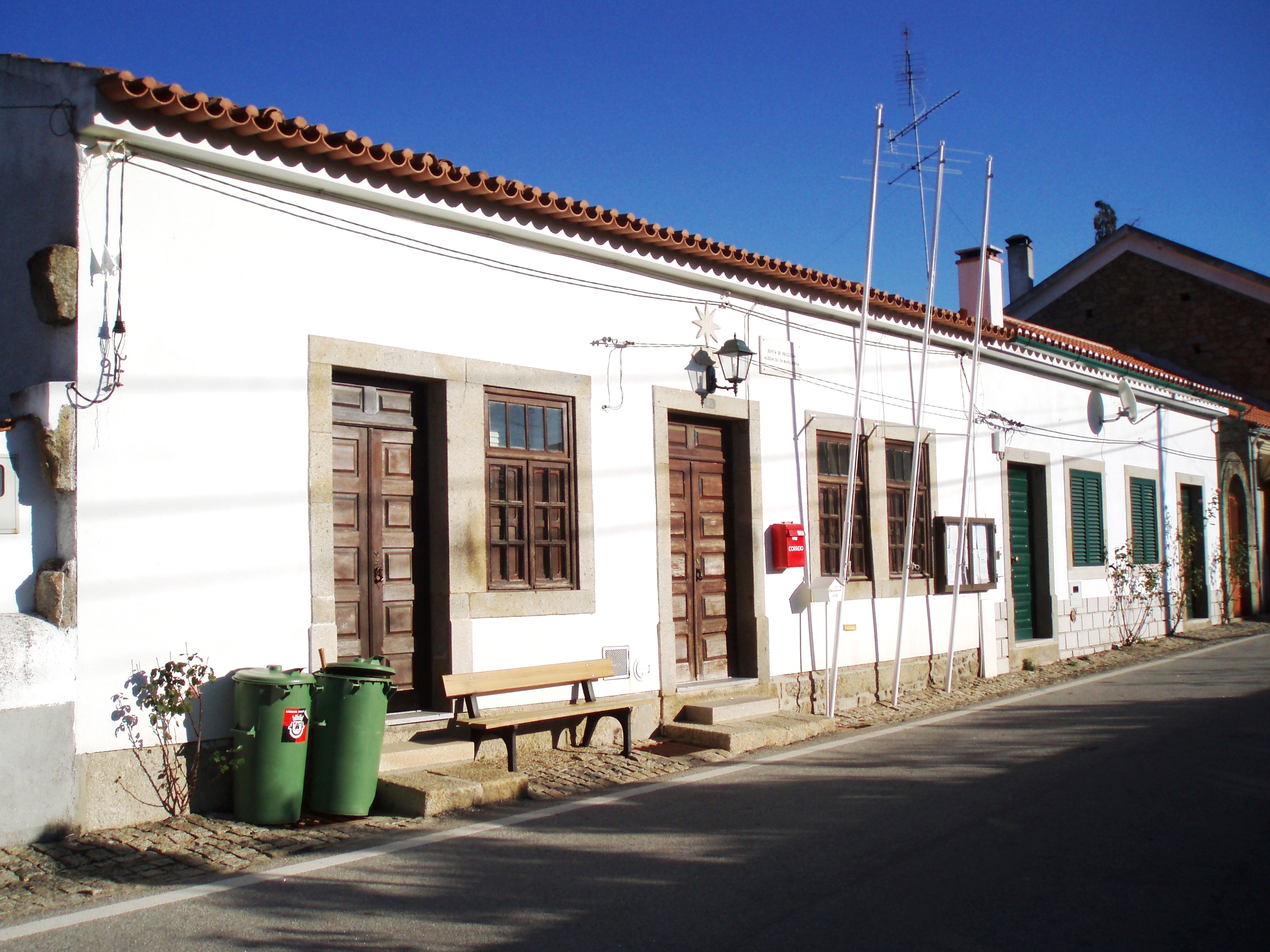
Junta de Freguesia de Aldeia de Santa Margarida.

Aqui poderão ser consultados todos os resultados eleitorais registados nos diversos actos na freguesia de Aldeia de Santa Margarida desde o ano de 1975.

## Eleições presidenciais

### Presidenciais de 1976
Nas eleições presidenciais de 27 de junho de 1976, estavam inscritos 495 eleitores, entre os quais se registaram 282 Votantes (56,97%), sete Votos Nulos e zero Votos brancos.
Os votos pelos diversos candidatos ficaram assim distribuídos: Ramalho Eanes - 85,09% (234 votos); Pinheiro de Azevedo - 10,91% (30 votos); Otelo Saraiva de Carvalho - 4% (11 votos) e Octávio Pato - 0% (zero votos).

### Presidenciais de 1980
Nas eleições presidenciais de 7 de dezembro de 1980, estavam inscritos 445 eleitores, entre os quais se registaram 298 Votantes (66,97%), nove Votos Nulos e zero Votos brancos.
Os votos pelos diversos candidatos ficaram assim distribuídos: Ramalho Eanes - 65,74% (190 votos); Soares Carneiro - 30,45% (88 votos); Otelo Saraiva de Carvalho - 1,38% (4 votos); António Pires Veloso - 1,38% (4 votos); Carlos Galvão de Melo - 2 votos (0,69%) e Aires Rodrigues - 0,35% (1 voto). Carlos Brito, candidato pelo PCP, abandonou a corrida.

### Presidenciais de 1986
As eleições presidenciais de 1986 realizaram-se a duas voltas. O primeiro sufrágio decorreu a 26 de janeiro de 1986 e estavam inscritos 453 eleitores, entre os quais se registaram 249 Votantes (54,97%), 11 Votos Nulos e dois Votos brancos.
Os votos pelos diversos candidatos ficaram assim distribuídos: Freitas do Amaral - 45,76% (108 votos); Mário Soares - 35,59% (84 votos); Francisco Salgado Zenha - 12,71% (30 votos) e Maria de Lurdes Pintassilgo - 5,93% (14 votos). Ângelo Veloso, candidato do PCP, abandonou a corrida.
O segundo sufrágio decorreu a 16 de fevereiro de 1986 e estavam inscritos 453 eleitores, entre os quais se registaram 266 Votantes (58,72%), três Votos Nulos e zero Votos brancos.
Os votos pelos diversos candidatos ficaram assim distribuídos: Mário Soares - 52,85% (139 votos) e Freitas do Amaral - 47,15% (124 votos).

### Presidenciais de 1991
Nas eleições presidenciais de 13 de janeiro de 1991, estavam inscritos 461 eleitores, entre os quais se registaram 247 Votantes (53,58%), dez Votos Nulos e zero Votos brancos.
Os votos pelos diversos candidatos ficaram assim distribuídos: Mário Soares - 70,46% (167 votos); Basílio Horta - 21,1% (50 votos); Carlos Marques - 5,06% (12 votos) e Carlos Carvalhas - 3,38% (8 votos).

### Presidenciais de 1996
Nas eleições presidenciais de 14 de janeiro de 1996, estavam inscritos 448 eleitores, entre os quais se registaram 232 Votantes (51,79%), três Votos Nulos e dois Votos brancos.
Os votos pelos diversos candidatos ficaram assim distribuídos: Jorge Sampaio - 64,32% (146 votos) e Cavaco Silva - 35,68% (81 votos). Jerónimo de Sousa, pelo PCP, e Alberto Matos, pela UDP, desistiram da campanha a favor de Jorge Sampaio.

### Presidenciais de 2001
Nas eleições presidenciais de 12 de janeiro de 2001, estavam inscritos 384 eleitores, entre os quais se registaram 188 Votantes (48,96%), seis Votos Nulos e três Votos brancos.
Os votos pelos diversos candidatos ficaram assim distribuídos: Jorge Sampaio - 68,72% (123 votos); Joaquim Ferreira do Amaral - 26,82% (48 votos); António Abreu - 2,23% (4 votos); Fernando Rosas - 1,68% (3 votos) e Garcia Pereira - 0,56% (1 voto).

### Presidenciais de 2006
Nas eleições presidenciais de 22 de janeiro de 2006, estavam inscritos 362 eleitores, entre os quais se registaram 202 Votantes (55,8%); zero Votos brancos e dois Votos Nulos (0,99%).
Os votos pelos diversos candidatos ficaram assim distribuídos: Cavaco Silva - 37% (74 votos); Manuel Alegre - 25% (50 votos); Mário Soares - 25% (50 votos); Francisco Louçã - 8% (16 votos); Jerónimo de Sousa - 5% (10 votos) e Garcia Pereira - 0% (0 votos).

## Eleições legislativas

### Assembleia Constituinte de 1975
Nas eleições para a Assembleia Constituinte, realizadas a 25 de abril de 1975 estavam inscritos na freguesia de Aldeia de Santa Margarida 466 Eleitores, entre os quais se registaram 398 Votantes (85,41%), zero Votos Nulos e 45 Votos brancos.
Nas primeiras eleições livres após o 25 de Abril de 1974 registaram-se os seguintes resultados nesta freguesia: PS - 54,02% (215 votos); PPD - 21,11% (84 votos); MES – 4,27% (17 votos); FSP – 2,01% (oito votos); FEC(m-l) – 1,76% (sete votos); PPM – 1,51% (seis votos); PCP – 1,26% (cinco votos); CDS – 1,01% (quatro votos); MDP/CDE – 1,01% (quatro votos) e UDP – 0,75% (três votos).

### Assembleia da República de 1976
Nestas eleições para a Assembleia da República, realizadas a 25 de Abril de 1976 estavam inscritos 474 eleitores, entre os quais se registaram 328 Votantes (69,2%), 27 Votos Nulos e 20 Votos brancos.
Nestas registaram-se os seguintes resultados na freguesia: CDS - 31,4% (103 votos); PS - 26,83% (88 votos); PPD/PSD – 21,34% (70 votos); PCP – 1,52% (cinco votos); PDC – 0,91% (três votos); PPM – 0,91% (três votos); AOC – 0,61% (dois votos); UDP – 0,61% (dois votos); LCI – 0,3% (um voto); PCP(m-l) – 0,3% (um voto); MRPP – 0,3% (um voto); MES – 0,3% (um voto) e FSP – 0,3% (um voto).

### Assembleia da República de 1979
Nestas eleições para a Assembleia da República, realizadas a 2 de dezembro de 1979 estavam inscritos 441 eleitores, entre os quais se registaram 367 Votantes (83,22%), 17 Votos Nulos e seis Votos brancos.
Nestas registaram-se os seguintes resultados na freguesia: AD – 47,96% (176 votos); PS - 31,88% (117 votos); APU – 5,45% (20 votos); PDC – 3% (11 votos); UDP – 1,91% (sete votos); PSR – 1,91% (sete votos); PCTP/MRPP – 1,09% (quatro votos) e UEDS – 0,54% (dois votos).

### Assembleia da República de 1980
Nestas eleições para a Assembleia da República, realizadas a 5 de outubro de 1980 estavam inscritos 444 eleitores, entre os quais se registaram 341 Votantes (76,8%), 25 Votos Nulos e dois Votos brancos.
Nestas registaram-se os seguintes resultados na freguesia: AD – 45,16% (154 votos); FRS - 37,24% (127 votos); APU – 4,4% (15 votos); POUS-PST – 2,05% (sete votos); PCTP/MRPP – 1,17% (quatro votos); PT – 0,88% (três votos); UDP – 0,59% (dois votos); PSR – 0,59% (dois votos) e PDC-MIRN/PDP-FN – 0% (zero votos).

### Assembleia da República de 1983
Nestas eleições para a Assembleia da República, realizadas a 25 de Abril de 1983 estavam inscritos 443 eleitores, entre os quais se registaram 284 Votantes (64,11%), 16 Votos Nulos e um Voto branco.
Nestas registaram-se os seguintes resultados na freguesia: PS – 50,7% (144 votos); PPD/PSD - 21,48% (61 votos); CDS – 10,56% (30 votos); APU – 4,23% (12 votos); PPM – 2,46% (sete votos); POUS – 1,41% (quatro votos); PSR – 1,06% (três votos); PDC – 0,7% (dois votos); UDP – 0,7% (dois votos); PCTP/MRPP – 0,35% (um voto); OCMLP – 0,35% (um voto) e LST – 0% (zero votos).

### Assembleia da República de 1985
Nestas eleições para a Assembleia da República, realizadas a 5 de Outubro de 1985 estavam inscritos 446 eleitores, entre os quais se registaram 296 Votantes (66,37%), 12 Votos Nulos e zero Votos brancos.
Nestas registaram-se os seguintes resultados na freguesia: PRD – 29,39% (87 votos); PS - 26,35% (78 votos); PPD/PSD – 20,95% (62 votos); CDS – 6,42% (19 votos); POUS – 4,05% (12 votos); APU – 3,72% (11 votos); UDP – 2,36% (sete votos); PSR – 1,35% (quatro votos); PC(R) – 0,68% (dois votos); PDC – 0,34% (um voto) e PCTP/MRPP – 0,34% (um voto).

### Assembleia da República de 1987
Nestas eleições para a Assembleia da República, que decorreram a 19 de julho de 1987 estavam inscritos 463 eleitores, entre os quais se registaram 256 Votantes (55,29%), 19 Votos Nulos e zero Votos brancos.
Nestas registaram-se os seguintes resultados na freguesia: PPD/PSD – 39,45% (101 votos); PS - 33,59% (86 votos); CDS – 4,3% (11 votos); CDU - 4,3% (11 votos); PRD – 3,52% (nove votos); PDC – 1,56% (quatro votos); PSR – 1,56% (quatro votos); PPM – 1,56% (quatro votos); UDP – 1,17% (três votos); PCTP/MRPP – 0,78% (dois votos); PC(R) – 0,78% (dois votos) e MDP/CDE – 0% (zero votos).

### Assembleia da República de 2009
Nestas eleições para a Assembleia da República, que decorreram a 27 de setembro de 2009 estavam inscritos 349 eleitores, entre os quais se registaram 221 Votantes (63,32%), 3 Votos Nulos (1,36%)e 5 Votos brancos (2,26%).
Nestas registaram-se os seguintes resultados na freguesia: PS - 52,49% (116 votos); PPD/PSD – 19,91% (44 votos); BE - 12,67% (28 votos); CDS – 5,43% (12 votos); CDU - 1,81% (4 votos); PPM – 1,36% (3 votos); PPV - 0,9% (2 votos); PCTP/MRPP – 0,45% (1 voto); MPT/PH - 0,45% (1 voto); PNR - 0,45% (1 voto) e PTP - 0,45% (1 voto).

## Eleições autárquicas

### Autárquicas de 2001
Nas eleições autárquicas realizadas a 6 de dezembro de 2001 estavam inscritos na freguesia de Aldeia de Santa Margarida 390 Eleitores, entre os quais se registaram 287 Votantes (73,59%), 24 Votos brancos (8,36%) e 5 Votos Nulos (1,74%).
Nestas registaram-se os seguintes resultados na freguesia: PPD/PSD – 40,07% (115 votos); PS - 38,68% (111 votos); CDS-PP – 10,10% (29 votos); CDU - 1,05% (3 votos).

### Autárquicas de 2005
Nas eleições autárquicas realizadas a 9 de outubro de 2005 estavam inscritos na freguesia de Aldeia de Santa Margarida 360 Eleitores, entre os quais se registaram 269 Votantes (74,72%), 10 Votos brancos (3,72%) e 5 Votos Nulos (1,86%).
Nestas registaram-se os seguintes resultados na freguesia: PS - 56,13% (151 votos); PPD/PSD – 36,06% (97 votos);CDS-PP – 1,49% (4 votos); CDU - 0,74% (2 votos).

### Autárquicas de 2009
Nas eleições autárquicas realizadas a 11 de outubro de 2009 estavam inscritos na freguesia de Aldeia de Santa Margarida 349 Eleitores, entre os quais se registaram 227 Votantes (65,04%), 12 Votos brancos (5,29%) e 7 Votos Nulos (3,08%).
Nestas registaram-se os seguintes resultados na freguesia: PS - 63% (143 votos); CDS-PP – 28,63% (65 votos).

## Nota aos visitantes
As ligações às páginas com os resultados da grande maioria das eleições aqui já reportadas não se encontra funcional.